# 三権の長
三権の長（さんけんのちょう）とは、三権分立の原則に基づいて統治機構を構築している国家において、それぞれ三権（立法権、行政権、司法権）を司る機関の長を指す。
本項では特に日本における三権の長について記述する。立法権は国会が行使するため、その長は衆議院議長と参議院議長となる。行政権は内閣に属するので、その長は内閣総理大臣（首相）、そして司法権の長は最高裁判所長官となる。

## 解説
日本国憲法下の日本においては以下の4つの役職が該当する。
|        | 機関       | 機関       | 機関の長       | 現職者     | 指名方法                                                       |
| ------ | ---------- | ---------- | -------------- | ---------- | -------------------------------------------------------------- |
| 立法権 | 国会       | 衆議院     | 衆議院議長     | 額賀福志郎 | 衆議院による指名                                               |
| 立法権 | 国会       | 参議院     | 参議院議長     | 関口昌一   | 参議院による指名                                               |
| 行政権 | 内閣       | 内閣       | 内閣総理大臣   | 石破茂     | 衆議院・参議院による首班指名で選出後、天皇により認証式にて任命 |
| 司法権 | 最高裁判所 | 最高裁判所 | 最高裁判所長官 | 今崎幸彦   | 内閣による指名後、天皇により任命                               |

立法権は国会に属する（日本国憲法第41条）が、国会は衆議院と参議院から成る二院制を採用しており、どちらかの院が国会を代表するとはされていないため、立法権の長のみ2人存在する。また、内閣総理大臣と最高裁判所長官は天皇の任命により就任するが、衆議院議長と参議院議長は天皇の任命なくその職に就任する。

### 関連する憲法条文
国会
- 日本国憲法
  - 第41条 国会は、国権の最高機関であつて、国の唯一の立法機関である。
  - 第58条 両議院は、各々その議長その他の役員を選任する。

内閣
- 日本国憲法
  - 第65条 行政権は、内閣に属する。
  - 第66条 内閣は、法律の定めるところにより、その首長たる内閣総理大臣及びその他の国務大臣でこれを組織する。
  - 第67条 内閣総理大臣は、国会議員の中から国会の議決で、これを指名する。この指名は、他のすべての案件に先だつて、これを行ふ。

司法
- 日本国憲法
  - 第76条 すべて司法権は、最高裁判所及び法律の定めるところにより設置する下級裁判所に属する。
  - 第79条 最高裁判所は、その長たる裁判官及び法律の定める員数のその他の裁判官でこれを構成し、その長たる裁判官以外の裁判官は、内閣でこれを任命する。

### 報酬
2024年6月現在、法律上の報酬額は、両院議長は月額217万円（歳費法第1条）、内閣総理大臣は月額203万8000円（特別職の職員の給与に関する法律別表第一）、最高裁判所長官は月額203万8000円（裁判官の報酬等に関する法律別表）。これはいわゆる基本給の額であり、これに別途諸手当が支給されるほか、財政再建等の理由で額の一部を減額・返上することもある。

## 大日本帝国憲法下の三権の長
大日本帝国憲法（1889年（明治22年）2月11日 公布）において天皇の統治権を総覧するとされた（第4条）。立法権は帝国議会は協賛をもって天皇が行うとされた（第5条）。行政権は国務大臣の輔弼によって天皇が行う（第55条）、司法権は天皇の名を以て裁判所が行使するとされた（第57条）。一方で、立法権に関しては必要な場合に天皇は帝国議会の協賛を経ずとも行使することができた（第8条、第9条）。
内閣総理大臣は内閣の首班たる地位が法律上規定されている（内閣官制第2条）。しかし、各国務大臣はいずれも天皇に直隷するものであって内閣総理大臣に隷属するものでなく、内閣総理大臣は法令上に各国務大臣に対しての命令権を有しない。
|        | 機関     | 機関   | 機関の長     | 指名方法                            | 設置               | 廃止               | 後継機関   |
| ------ | -------- | ------ | ------------ | ----------------------------------- | ------------------ | ------------------ | ---------- |
| 立法権 | 帝国議会 | 衆議院 | 衆議院議長   | 衆議院の指名する3名候補の中から勅任 | 1890年（明治23年） |                    |            |
| 立法権 | 帝国議会 | 貴族院 | 貴族院議長   | 勅任                                | 1890年（明治23年） | 1947年（昭和22年） | 参議院     |
| 行政権 | 内閣     | 内閣   | 内閣総理大臣 | 規定なし（大命降下）                | 1885年（明治18年） |                    |            |
| 司法権 | 大審院   | 大審院 | 大審院長     | 勅任判事の中から天皇が任命          | 1875年（明治8年）  | 1947年（昭和22年） | 最高裁判所 |

### 関連する憲法および根拠法令
帝国議会
- 大日本帝国憲法
  - 第5条　天皇ハ帝國議會ノ協贊ヲ以テ立法權ヲ行フ
- 議院法
  - 第3条　衆議院ノ議長副議長ハ其ノ院ニ於テ各〻三名ノ候補者ヲ選󠄁擧セシメ其ノ中ヨリ之ヲ勅任スヘシ
- 貴族院令
  - 第11条　議長副議長ハ議員中ヨリ七箇年ノ任期ヲ以テ勅任セラルヘシ

内閣
- 大日本帝国憲法
  - 第55条　國務各大臣ハ天皇ヲ輔弼シ其ノ責ニ任ス。凡テ法律勅令其ノ他國務ニ關ル詔勅ハ國務大臣ノ副署ヲ要ス
- 太政官達第69号（1885年（明治18年）12月22日～1889年（明治22年）12月24日実効性喪失）
  - 今般太政大臣左右大臣参議各省卿ノ職制ヲ廃シ更ニ内閣総理大臣及宮内外務内務大蔵陸海軍司法文部農商務逓信ノ諸大臣ヲ置ク
  - 内閣総理大臣及宮内外務内務大蔵陸海軍司法文部農商務逓信ノ諸大臣ヲ以テ内閣ヲ組織ス
- 内閣官制（1889年（明治22年）12月24日～）
  - 第2条　內閣總理大臣ハ各大臣ノ首班トシテ機務ヲ奏宣シ旨ヲ承ケテ行政各部ノ統一ヲ保持ス

大審院
- 大日本帝国憲法
  - 第57条　司法權ハ天皇ノ名ニ於テ法律ニ依リ裁判所之ヲ行フ。裁判所ノ構成ハ法律ヲ以テ之ヲ定ム
- 裁判所構成法
  - 第68条　大審院長ハ勅任判事ノ中ヨリ天皇之ヲ補シ各控訴院長及大審院ノ部長ハ司法大臣ノ上奏ニ因リ勅任判事ノ中ヨリ之ヲ補ス其ノ他ノ判事ノ職ハ司法大臣之ヲ補ス

## その他
栄典に関しては慣例上、総理経験者（在任期間が1年以上の者）は正二位・大勲位菊花大綬章に叙され、大勲位に叙されない総理経験者、衆参議長・最高裁長官経験者は従二位・桐花大綬章（旧・勲一等旭日桐花大綬章）に叙される。
- 新年祝賀の儀などの皇室行事や重要な式典においては三権の長が揃い踏みする。
- 皇室会議では三権の長が議員である。
- 衆議院議長と内閣総理大臣は25歳から、参議院議長は30歳から、最高裁判所長官は40歳から就任することができ、定年があるのは最高裁判所長官（70歳）だけである。

## 記録
- 三権のうちの二権の長を務めた人物は幣原喜重郎だけである（内閣総理大臣と衆議院議長）。戦前には内閣総理大臣と貴族院議長を務めた人物（伊藤博文と近衛文麿）、大審院長経験後に内閣総理大臣を務めた人物（平沼騏一郎）がいたが、戦前の議長・大審院長の地位は今よりも相当低いものであった。

- 三権の長（参議院議長）の辞任後に公選知事になった人物は土屋義彦だけである。
- 公選知事を経験した後に三権の長に就任した人物は細川護熙（内閣総理大臣）と横路孝弘（衆議院議長）の2人である。
- 女性で三権の長を務めた人物は土井たか子（衆議院議長）・扇千景（参議院議長）と山東昭子（参議院議長）の3人である。
- 親子で三権の長を務めた人物は福田赳夫・福田康夫（いずれも内閣総理大臣）と寺田治郎・寺田逸郎（いずれも最高裁判所長官）の2組である。